# Волоське князівство
Волоське князівство (рум. principatul Țării Românești) — історична європейська держава, яка разом з Молдавією та Трансільванією була однією із трьох середньовічних держав з румуномовним населенням. Разом з Молдавією було одним з двох «Дунайських князівств», а після об'єднання Волоського і Молдавського князівств в 1859 році, його територія увійшла до новоствореного Румунського королівства. Волоське князівство складалось з жудеців (повітів), керованих волоським правом, на чолі з воєводою (пізніше господарем), обраним зборами бояр, якому допомагала господарська рада (рум. Sfat domnesc). Князівство мало законодавство (рум. Pravila), армію (рум. Oastea), флот на Дунаї (рум. Bolozanele) і дипломатичний корпус (рум. Logofeții). Волоське князівство ніколи не було турецькою провінціією, як неточно вказіється в деяких історичних працях. З 1330 року держава існувала як незалежне князівство, з 1460 року (з перервами) — як автономна васальна держава Османської імперії. Волоське князівство мало три столиці: Куртя-де-Арджеш, Тирговиште та Бухарест.

## Географія

Землі Волоського князівства біля 1390 року

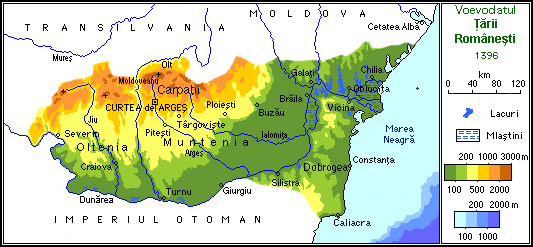
Топографічні межі князівства

Волоське князівство охоплювало південь сучасної Румунії, від Карпат на півночі (кордон з Трансільванією, спочатку васалом Угорського королівства, потім Австрійської імперії) до Дуная на півдні (кордон з Болгарією, потім з Османською імперією). Кордон з Молдавським князіством на сході проходив переважно по річці Мільков (притока Сірету). З часом межі князівства змінювалися: у 1390 році воно поширилося до Чорного моря, включаючи регіони Бессарабії (у початковому сенсі назви, що відповідає сучасному Буджаку і названого так після перемоги воєводи Басараба над татарами в 1328 році) і Добруджі (названої так на честь її засновника Добротіча). Перший був переданий Молдавії в 1421 році, другий був анексований Османською імперією наступного року. Волоські воєводи також тривалий час володіли (особисто, а не від імені князівства) землями в Трансільванії (Селіште, Чичеу, Фегераш і Хацег).
Волощина традиційно поділяється на Мунтенію на сході (іноді її називають «Велика Волощина») і Олтенія на заході (іноді її називають «Мала Волощина»). Олт утворює кордон між двома регіонами. До нього входив (зі змінами з часом) 21 жудець (рум. județ): 8 в Олтенії, 13 в Мунтенії), керовані жудом (рум. jude — суддя), що виконував судові і адміністративні функції, призначеним воєводою, якому допомагає рада місцевих бояр: жуд та його рада призначали ворників, світських керівників парафій.
У міру того як небезпека татарських набігів зменшувалася, столиця держави «спускалась» від Карпат до Дунайської рівнини вздовж торгового шляху з Центральної Європи до Константинополя (і по якому у XX ст. столітті було збудоване перше румунське автомобільне шосе): у 1330 році столицею став Кимпулунг, у 1348 році вона перемистилась до Куртя де Арджеш, потім до Тирговіште у 1396 році і, нарешті, до Бухареста у 1698 році.

## Історія

### Античність
Згідно з Геродотом та іншими античними джерелами, з найдавніших часів, територія на північ від нижньої течії Дунаю, вважалася частиною західної Скіфії. У ході другої війни римлян з даками (105 рік н. е.) західна Олтенія стала частиною римської провінції Дакія, а частина Волощини була включена в провінцію Мезія. Римський лімес був спочатку побудований вздовж річки Олт (119 рік н. е.), перш ніж змістився трохи на схід у II столітті — в цей час смуга укріплень тяглася від Дунаю до річки Рукар у Карпатах. Лімес повернувся назад до річки Олт 245 року, а 271 року римляни залишили регіон.
У період римського панування область була предметом романізації. Висловлюються припущення про те, що і в процесі Великого переселення народів, коли в III столітті землі на північ від нижньої течії Дунаю перейшли під контроль готових і союзних ним племен (далі: з кінця IV століття — гунів, з V століття — слов'ян), у цій частині Дакії нібито проходила романізація. Проте таку думку не підтримують багато представників «міграційної» теорії походження східнороманського населення. У 328 році римляни побудували міст між каструмом Суцидава та Еском (поблизу Гигена), яким йшла активна торгівля з народами на північ від Дунаю. У 332 році імператор Костянтин I Великий напав на готів, що оселилися за Дунаєм. Період готського правління перервався, коли гуни прибули до Паннонії та атакували близько 170 населених пунктів по обидва боки Дунаю. Однак після смерті Аттіли владу над Дакією, за повідомленням Йордана, знову повернули собі готи.

### Раннє Середньовіччя
Територія Волощини в V—VI століттях знаходилась під владою або впливом Візантійської імперії. Протягом цих сторіч візантійський вплив очевидний, як, наприклад, пам'ятки культури Іпотешті-Киндешть, але з другої половини VI століття і в VII столітті слов'яни перетнули територію Валахії та оселились у межах Візантії на південному березі Дунаю. Вже у VI столітті на північному березі нижньої течії Дунаю (на території майбутньої Волощини) також існувало якесь слов'янське князівство — візантійський історик VI ст. Менандр згадує слов'янського князя Даврита (інше прочитання його імені — Доврат чи Лавр), до якого прибули посли аварського хана Баяна.
У 593 р. візантійський головнокомандувач Пріск розгромив слов'ян, аварів і гепідів на території майбутньої Волощини, а в 602 р. слов'яни зазнали тут вирішальної поразки і були змушені відступити за Дунай. Імператор Флавій Маврикій Тиберій намагався зміцнити римські позиції північному березі Дунаю, розгорнувши там свою армию, але наштовхнувся на сильний спротив своїх військ.

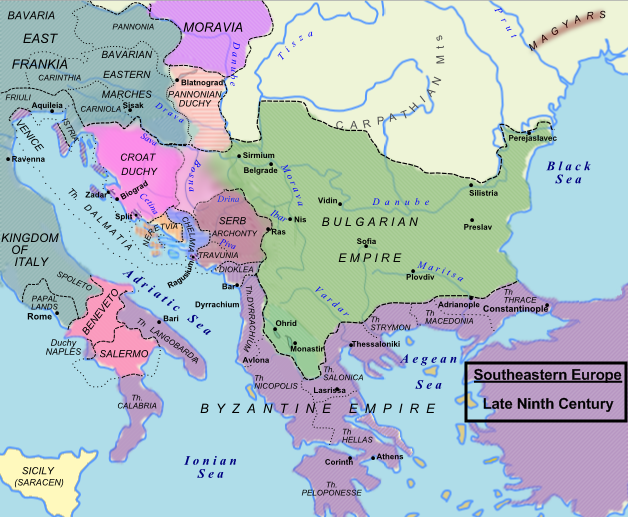
Карта Болгарського царства та Балкан у IX ст з землями за Дунаєм після територіальної експансії за часів Крума, Омуртага і Пресіана

Перше болгарське царство контролювало територію Волощини від свого заснування в 681 році до завоювання угорцями Трансільванії наприкінці Х століття. Із занепадом і подальшим візантійським завоюванням Болгарії (з другої половини X століття до 1018 року) Волощина потрапила під контроль печенігів, тюркського народу, який поширював своє панування на захід у X та XI століттях. Близько 1091 року печеніги зазнали поразки від куманів (половців) з степів південної Русі, які в свою чергу взяли під свій контроль землі Волощини.
Романізоване тубільне населення Середнього та Нижнього Подунав'я у східнослов'янських джерелах називалося волохами (влахами). Починаючи з X століття, візантійські, болгарські, угорські та пізніші західні джерела згадують про існування невеликих державних утворень влахів на чолі з князями та воєводами.
Значна частина волохів у IX—X століттях прийняла християнство за візантійським обрядом. Разом із християнством поширилася слов'янська писемність, унаслідок чого церковнослов'янська мова аж до середини XVIII століття залишалася тут офіційною мовою церкви та державного діловодства. Вже в X—XI століттях біля сучасної Румунії стали виникати земельні володіння (кнезати), власники яких називалися по-слов'янськи князями. Проте, більшість сільського населення до XIV століття становили вільні общинники.
У 1241, під час монгольського вторгнення до Європи, половецьке панування закінчилося. Монгольське панування на територіях майбутнього Волоського князівства не зафіксовано документально, але залишається вірогідним. Ймовірно, якісь території Волощини були об'єктом претензій угорців і болгар, але відчутне ослаблення Угорського королівства внаслідок монгольської навали сприяло виникненню на його околицях нових політичних утворень.

### Заснування Волоського князівства
Перекази називають засновником Волоського князівства Раду Негру, який нібито жив наприкінці XIII століття. Проте першим місцевим правителем, що згадується у писемних джерелах, є воєвода Литовой (1272), який правив землями по обидва боки Південних Карпат (у тому числі частиною Трансільванії) та відмовився платити данину угорському королю Ласло IV Половцю. Його наступником став його брат Барбат (1285—1288).
Ослаблення угорської держави після монгольського вторгнення і падіння династії Арпадів відкрило шлях для об'єднання волоських земель та їх незалежності від угорців. В 1310 році воєвода Арджешу та Олтенії Басараб повстав проти угорського короля Карла Роберта, захопив землі з обох боків від річки Олт і зробив столицею своїх володінь Кимпулунг-Мусчел. Басараб відмовився передати Угорщині Фегераш, Алмаш і Дробета-Турну-Северін, розбив Карла Роберта в Битві під Посадою (1330 рік) і захопив землі на сході — Буджак, який згодом став частиною історичної області, що отримала назву від його імені — Бессарабія. Правління тут Басараба I припинилося із захопленням Кілії ногайцями в 1334.
Басараба I в 1352 році наслідував його син Ніколає Александру, а відтак в 1364 році онук Владислав I. Останній напав на Трансільванію, після того як Людовик Угорський в 1368 окупував землі на південь від Дунаю і змусив волоського правителя визнати свій сюзеренітет. У правління Владислава I також відбулася перша конфронтація між Волощиною та турками-османами. При Раду I та його наступнику Дані I на Трансільванію та Дробета-Турну-Северін, як і раніше, претендувало Угорське королівство.
Коли більша частина Балканського півострова була захоплена Османською імперією (процес, який почався з османської висадки в Румелії в 1354 році і закінчився завоюванням Константинополя в 1453 році), Волощина опинилася втягнутою в протистояння з Османами, перш ніж остаточно стати одним з їхніх васалів наприкінці правління Мірчі Старшого. Мірча, який правив з 1386 по 1418 рік, спочатку переміг османів у кількох битвах на власній території (зокрема, при Ровіне в 1394 році), а потім вступив з ними в боротьбу за Добруджанське князівство, яке він успадкував у 1388 році. Він вагався між союзами з Угорщиною чи Польщею, перш ніж прийняти османський сюзеренітет у 1415 році, після того як Мехмед I взяв під контроль Добруджу та дунайські порти Турну-Магуреле та Джурджу. Тоді гирло Дунаю відійшли до сусіднього Молдавського князівства під назвою Бессарабія, а Волощина отримала назву Țara Rumânească («румунська країна»). Два порти на Дунаї залишалися османськими до 1829 року, а Добруджа — до 1878 року.

### XV— XVI століття

Землі Волоського князівства за часів Мірчі Старого (~ 1390 року)

До 1390-х років війська Османської імперії вийшли до Дунаю, форсували його і вторглися в межі Валахії. Господар Мірча I Старий (1386—1418) розбив турків-османів у кількох битвах (у тому числі в битві при Ровині в 1394) і вигнав їх з Добруджі. 1396 року Мірча Старий брав участь на боці угорців у хрестовому поході проти турків, що закінчився поразкою хрестоносців 25 вересня під болгарським містом Никополем. У 1397 та 1400 роках Мірча успішно відбивав набіги турків на свою країну. Однак, в 1417 Мірча Старий був змушений укласти мирний договір з турками, за яким Мехмед I взяв під свій контроль Турну-Мегуреле і Джурджу. Ці два міста залишалися частиною Османської імперії, з невеликими перервами, до 1829 року.
У 1418—1420 роках Михайло І Басараб переміг османів у Северині, проте був убитий у битві у відповідь. У 1422 османська загроза на якийсь час була відвернена, коли Дан II за допомогою Піппо Спано завдав поразки Мураду II.

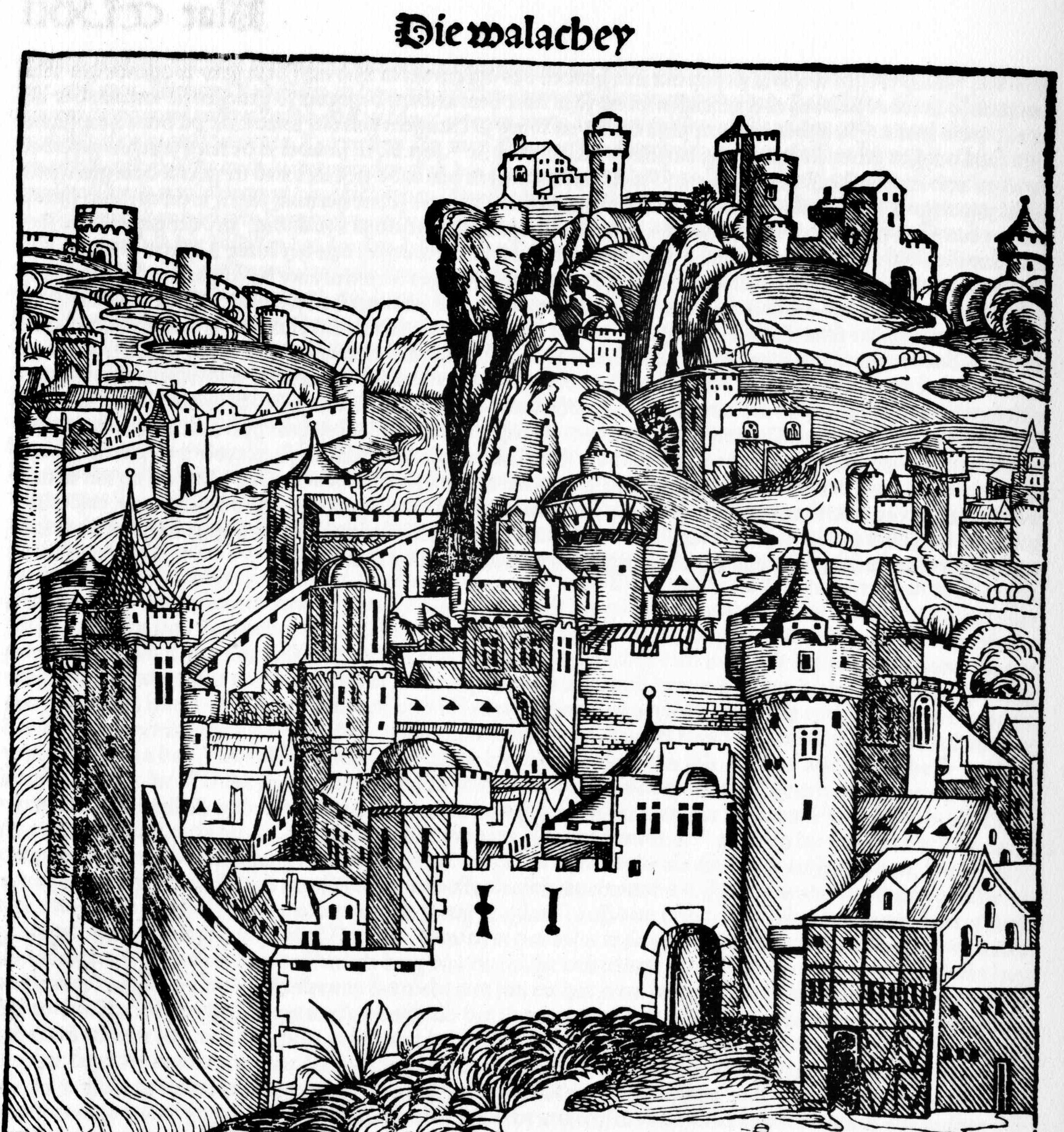
Волощина на мініатюрі в Нюрнберзькій хроніці (1493)

У 1428 був підписаний мирний договір з турками, що ознаменувало початок періоду внутрішньої кризи. Почалася міжусобна війна між Даном II та її двоюрідним братом Раду II. В 1431 на престолі утвердився Олександру I Алдя, проте його позиціям став загрожувати Влад II Дракул. У цих війнах претенденти на трон намагалися використати підтримку і Порти, і Священної Римської империи.
Наступне десятиліття ознаменувалося конфліктом між конкуруючими домамаи, Денешті і Дракулешті, впливом Яноша Гуньяді, регента Угорщини, і сходженням до влади Влада III, більш відомого як Влад Дракула або Влад Цепеш. Цепеш зробив своєю столицею Бухарест і здійснював терор проти бунтівних бояр, які спиралися турецьку підтримку. У 1462 році він переміг Мехмеда II у нічній битві під Тирговіште, але незабаром був змушений відступити і зобов'язатися платити туркам підвищену данину. У 1462 Цепеша повалив його брат, ставленик турків, Раду III Вродливий. Раду IV Великий (1495—1508) досяг компромісу з боярами, забезпечивши період внутрішньої стабільності.

### XVII століття

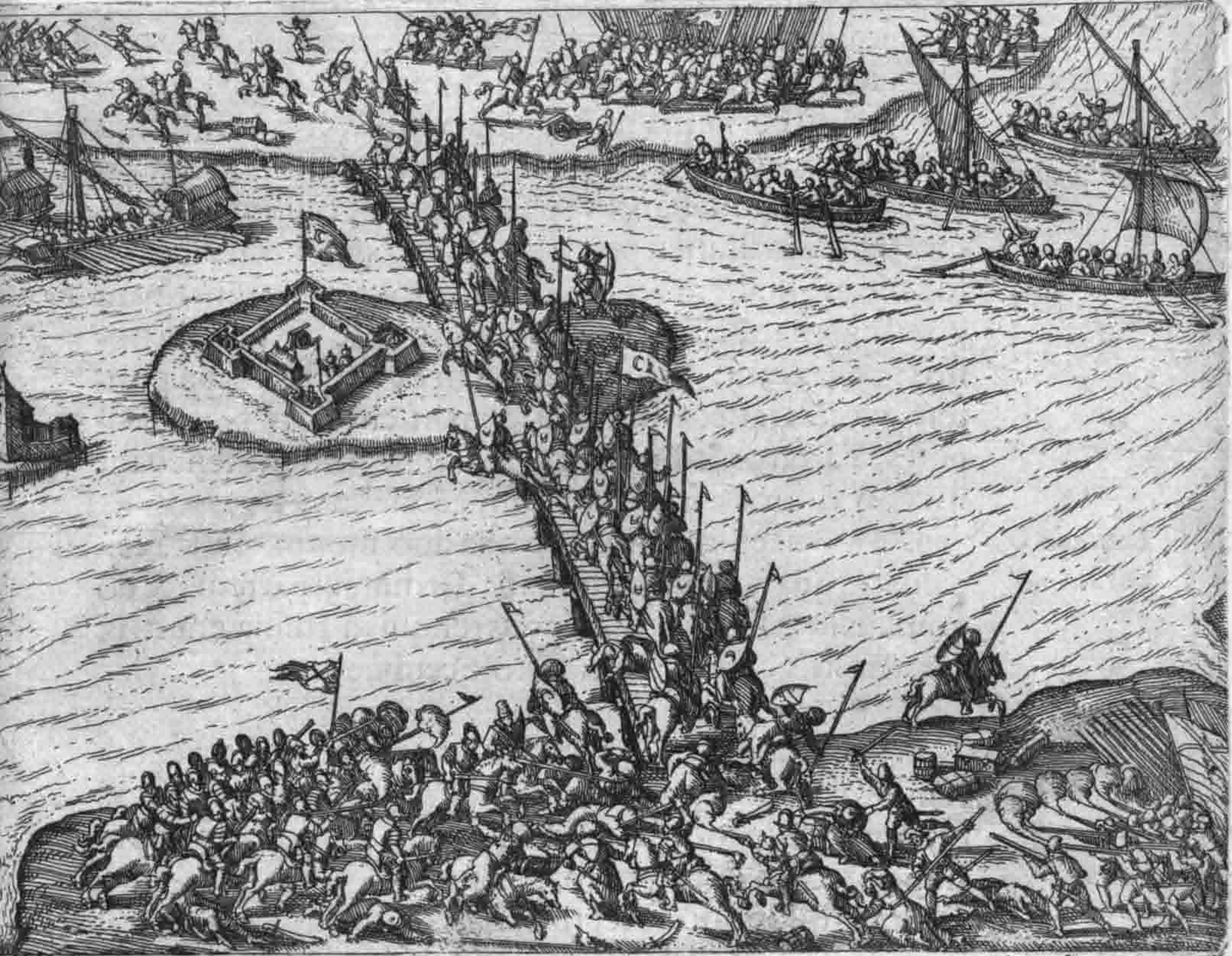
Битва між Міхаєм Хоробрим та турками у Джурджу (1595)

В 1593 на трон зійшов Міхай Хоробрий. Об'єднавшись із князем Трансильванії Жигмондом Баторі, він напав на війська Мурада III під Келагурені. Незабаром Міхай Хоробрий визнав себе васалом імператора Священної Римської імперії Рудольфа II і в 1599—1600 роках вторгся до Трансільванії та Молдавії, щоб не дозволити польському королю Сигізмунду III Вазі взяти ці території під свій контроль. Ненадовго Міхай Хоробрий об'єднав усі території, де жили волохи, відновивши межі давньої держави Дакія. Після його загибелі Волоське князівство було окуповане польсько-молдавською армією, яка займала регіон до 1602 року.

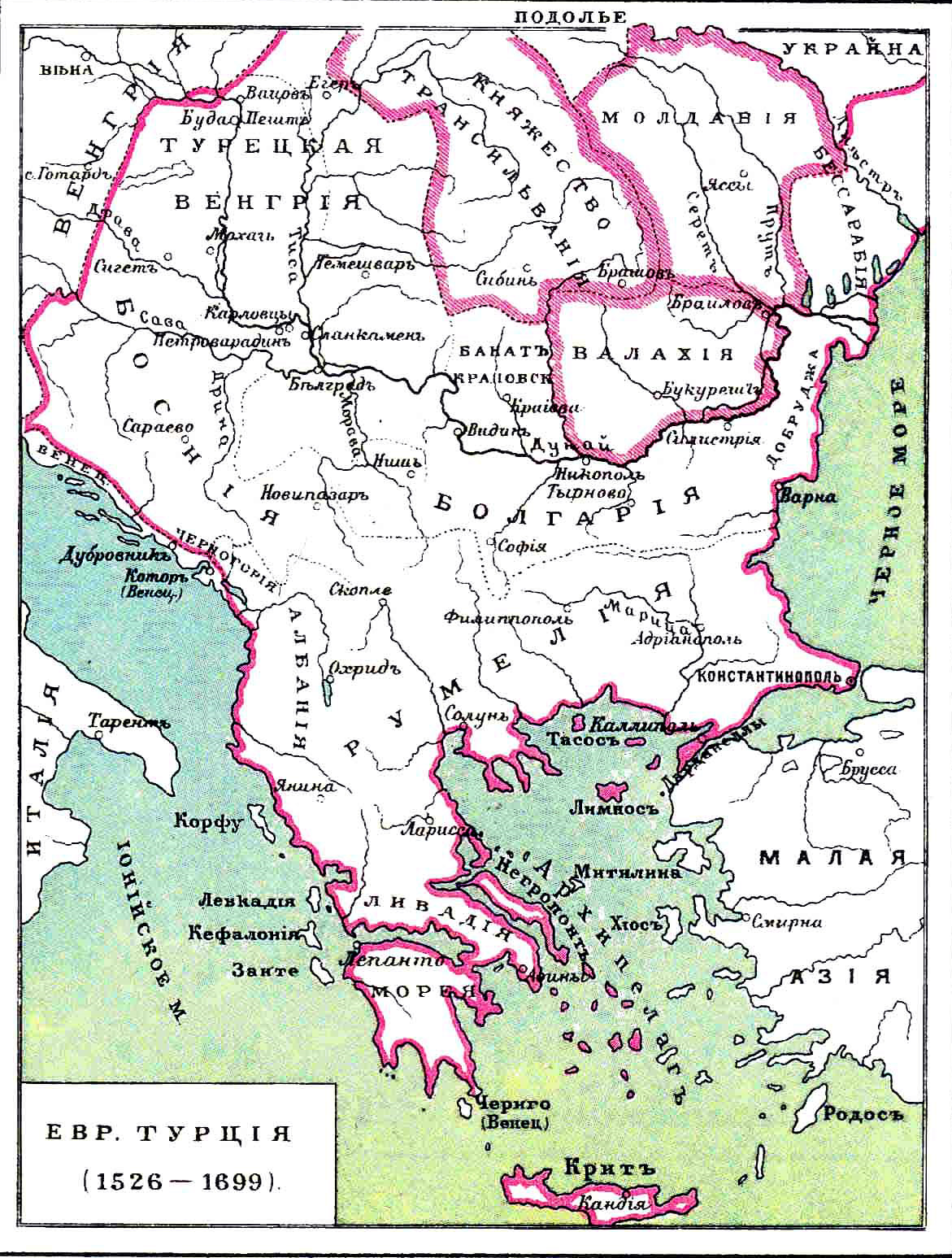
Карта Європейської частини Османської імперії (1526—1699)

Останній етап зростання Османської імперії приніс збільшення навантаження на Волоське князівство. Політичний контроль супроводжувався турецькою економічною гегемонією, перенесенням столиці з Бухареста в Тирговиште (ближче до османської кордону), запровадженням кріпосного права та зниженням значимості місцевих бояр. З іншого боку, турецька адміністративна політика призвела до припливу у регіон призначених високі посади греків і левантійців, що викликало обурення місцевих жителей. Обраний боярами правителем Матей Басараб приніс тривалий період відносного миру (1632—1654), крім битви під Фінтою 1653 року, коли волохи-трансильванці боролися проти молдаван і запорозьких козаків. Тісний союз між новим молдавським правителем Стефаном Георге і наступником Матея Басараба Константином Щербаном підтримав князь Трансільванії Дєрдь II Ракоці, але їхню спробу домогтися незалежності від османів було припинено військами Мехмеда IV в 1658. Правління Георге Гіки та Григорі Гіки, ставлеників султана, ознаменувалося збройною боротьбою між родами Баляну та Кантакузенов. Боротьба боярських сімей завершилася перемогою Кантакузенов — члени цього Антонія Попесті і Георгій Дука на короткий час зайняли престол господарів Волощини.

### XVIII століття. Російсько-турецькі війни та правління фанаріотів

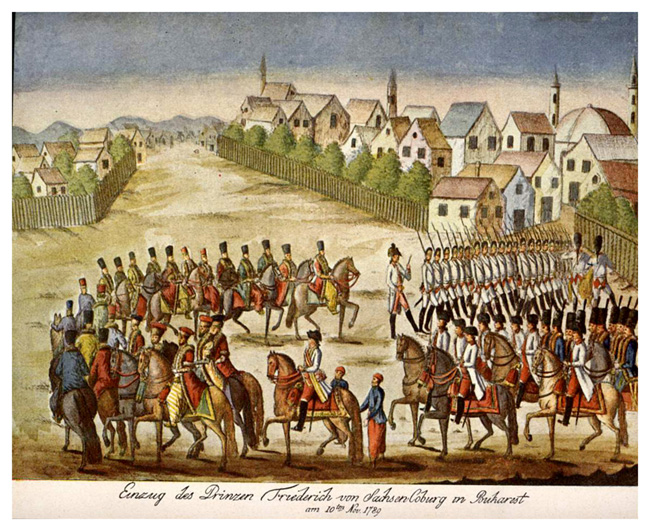
Війська принца Йосії Кобурзького в Бухаресті 1789 року

У період Великої турецької війни Волоське князівство стало мішенню для Габсбурзької монархії, незважаючи на те, що її правитель Константін Бринковяну таємно і безуспішно намагався домовитися з нею про боротьбу проти Османської імперії. Правління Константіна Бринковяну (1688—1714), відзначене культурним підйомом, збіглося з посиленням Московського царства за царя Петра I. Волоський господар симпатизував Росії в Прутському поході, через що втратив трон і життя за наказом султана Ахмеда III. Незважаючи на формальне засудження політики свого попередника, новий правитель Волощини Штефан Кантакузіно підтримав антитурецькі ініціативи Габсбургів та надав право проходу армії принца Євгена Савойського. За це Штефан Кантакузен був повалений і страчений турками в 1716 році.
Відразу після повалення Штефана Кантакузена турки відмовилися від суто номінальної виборної монархії у Волощині та Молдавії і почали призначати правителів із числа фанаріотів — греків, вихідців із Константинополя. Першим правителем-фанаріотом Волощини став Ніколаос Маврокордатос, котрий до того займав престол Молдавії.
Паралельно Волощина стала полем битви під час війн між Османською імперією з одного боку та Росією та Габсбурзькою монархією з іншого. Ніколаоса Маврокордатоса було повалено внаслідок боярського заколоту та заарештовано габсбурзькими військами під час Австро-турецької війни 1716—1718 років, коли османам довелося поступитися Олтенію Карлу VI Габсбургу по Пожаревацькому миру. Бояри Олтенії незабаром розчарувалися в нових порядках і область була повернута Волощині в 1739 році.

### Початок ХІХ століття. Від Волощини до Румунії

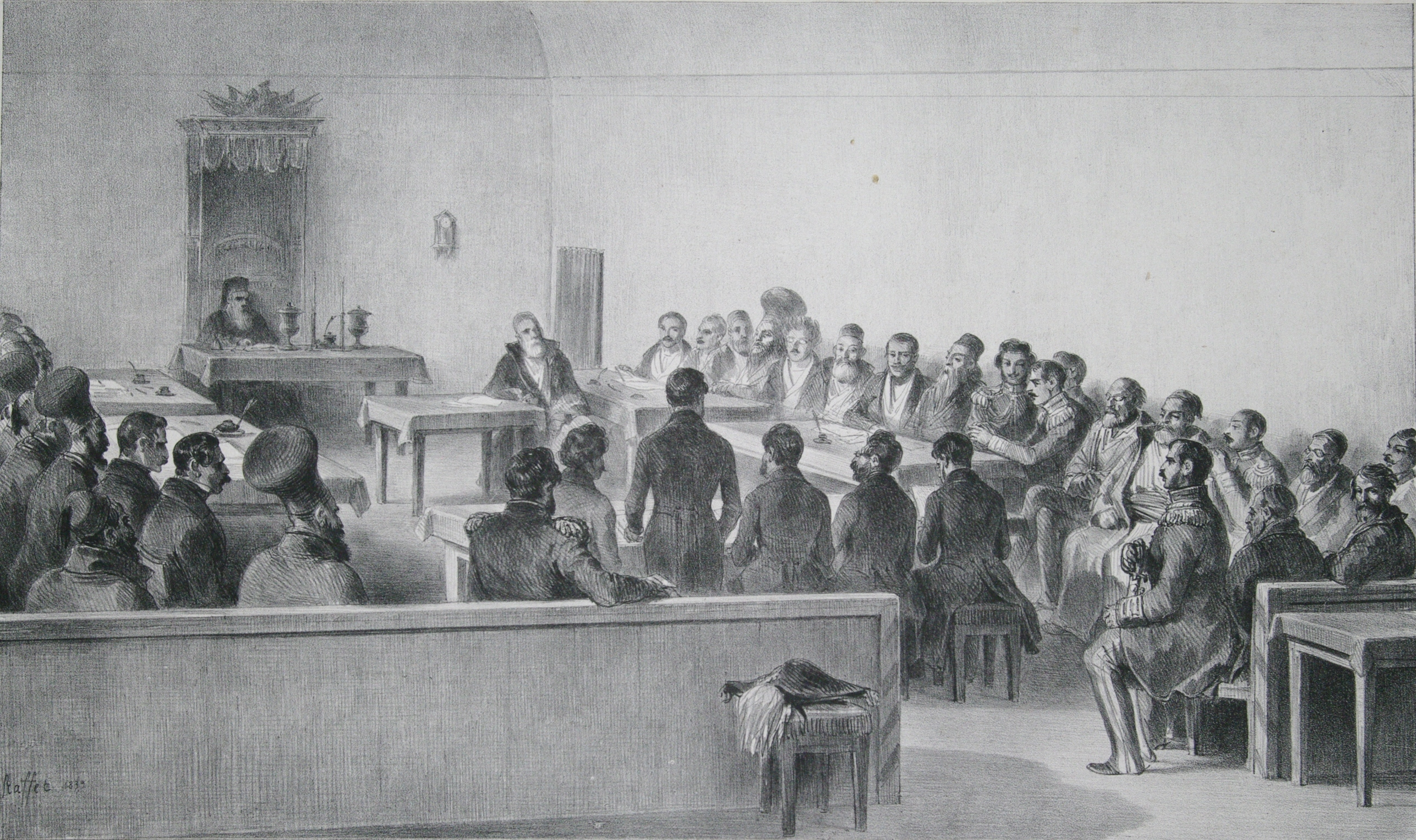
Законодавчі збори у Волощині, 1837

Смерть князя Александра Суцу в 1821 збіглася з початком Грецької революції. У цих умовах місцеве боярство утворило регентську раду, намагаючись блокувати прихід до влади Скарлата Каллімакі. У 1821 року у Олтенії почалося повстання під керівництвом Тудора Владимиреску, спрямоване повалення панування фанаріотів у Волощині.
21 березня 1821 року Тудор Володимиреску вступив до Бухаресту. Однак протягом наступних тижнів його відносини з прихильниками погіршилися, особливо після того, як він спробував укласти угоду з турками. Лідер грецьких революціонерів Олександр Іпсіланті зробив невдалу спробу підняти проти Османської імперії та Дунайські князівства. Турки стали підозрювати фанаріотів у зв'язках з Олександром Іпсіланті та султан Махмуд II зважився на окупацію Дунайських князівств та ліквідацію фанаріотського правління. Новим правителем Волощини став Григоре IV Гіца, проте його було повалено під час Російсько-турецької війни 1828—1829 років.
Адріанопольський мирний договір 1829 року надав Дунайським князівствам автономію. Волощині повернули Бреїлу, Джурджу і Турну-Мегуреле. Договір також дозволив Молдові та Волощині вільно торгувати з іншими державами, що сприятливо позначилося на економіці двох країн. Багато положень було уточнено 1826 року в Аккерманській конвенції між Росією та Османською імперією. Обов'язок контролювати території Дунайських князівств було покладено російського генерала П. Д. Кисельова. У цей час було відновлено волоська армія (1831), проведено податкову реформу, і навіть проведені містобудівні роботи у Бухаресті та інших містах. У 1834 році трон Волоського князівства зайняв Александру II Гіцаца. Це суперечило Адріанопольському договору, оскільки його не було обрано Законодавчими зборами. В 1842 він був замінений обраним князем Георге Бібеску.

### 1840-1850-і роки

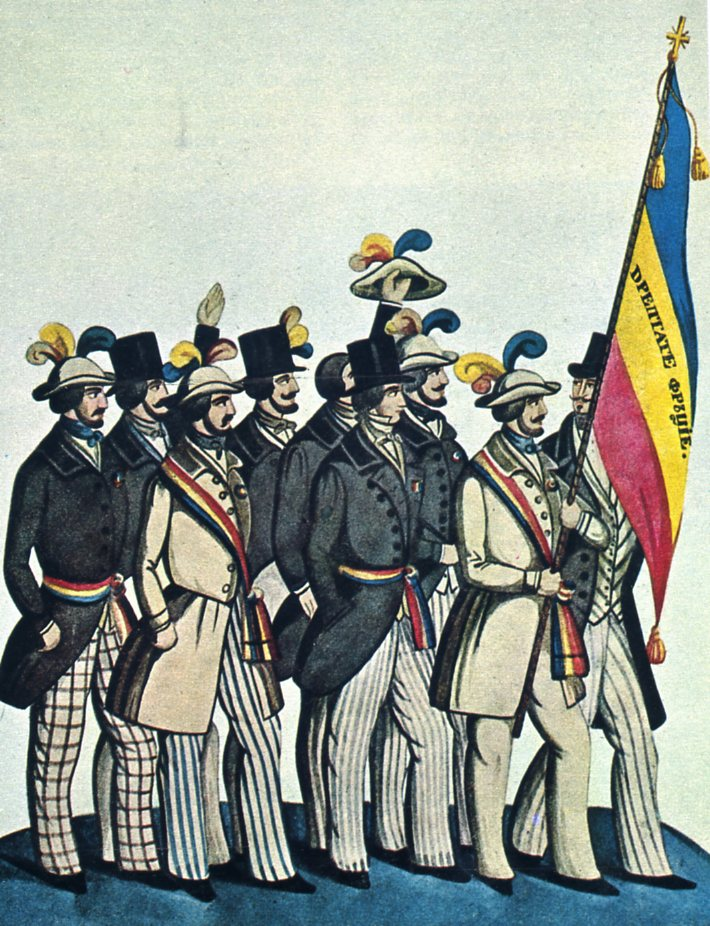
Революціонери несуть ранню версію прапора Румунії. Текст на прапорі можна перекласти як «Справедливість та братерство». 1848 рік.

На початку 1840-х років у Волощині почали наростати революційні настрої. У 1843 році молодими офіцерами, такими як Ніколає Белческу і Мітіце Філіпеску, було створено підпільне товариство «Батьківщина» (рум. Frăţia), що почало планувати революцію для повалення Бібеску. Цей державний переворот спочатку мав успіх лише у Турну-Мегуреле, де натовп вітав Іслазьку прокламацію, яка проголошувала політичні свободи, незалежність, необхідність проведення земельної реформи, а також створення національної гвардії. 11-12 червня 1848 повсталі повалили Бібеску і утворили Тимчасовий уряд. Турки, що із співчуттям ставились до антиросійської риторики революціонерів, під тиском Росії перейшли до придушення повстання. Османські війська увійшли до Бухаресту 13 вересня. Російські та турецькі війська, присутні в країні до 1851 року, звели на трон Барбу Штирбея, більшість учасників революції були відправлені у вигнання.

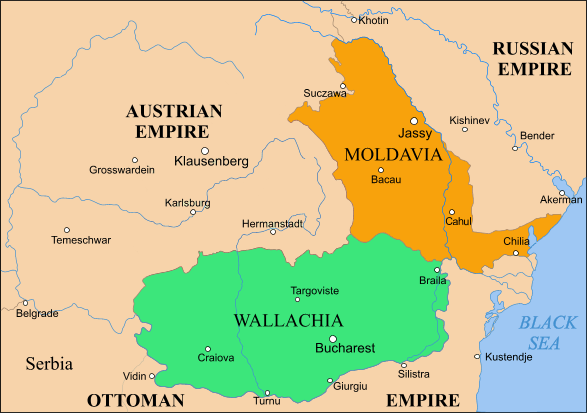
Волощина (зеленим) після Паризького миру 1856

За результатами Кримської війни (1853—1856) Волощина і Молдова були передані під спільну опіку Османської імперії та Конгресу Великих держав (Великої Британії, Франції, Сардинії, Австрійської імперії, Пруссії, і, частково, Росії).
1859 року за результатами виборів до Особливої ради була оформлена унія Волощини та Молдови. Александру Йоан Куза був обраний князем Молдови у січні 1859 року, а 5 лютого він також став князем Волощини. Підтвердження його обрання було отримано від султана лише 1861 року, і 24 грудня цього року Александру Йоан Куза оголосив себе князем Об'єднаного князівства Волощини та Молдови, яке з наступного року почало називатись Румунією. У 1866 правителем став Кароль I, який оголосив в 1881 Румунію королівством.